# Zeghaia
Zeghaia è un comune dell'Algeria, situato nella provincia di Mila.